# Arctiin
Arctiin là một lignan được tìm thấy trong nhiều loài thực vật thuộc họ Asteraceae, đặc biệt là cây ngưu bàng lớn hơn (Arctium lappa) và Centaurea royalialis, và ở Trạchelospermum asiaticum, Saussurea heteromalla, và Forsythia virid. Nó là glucoside của arctigenin.
Arctiin và arctigenin đã cho thấy tác dụng chống ung thư trong nghiên cứu động vật. Chúng đã được tìm thấy hoạt động như chất chủ vận của thụ thể adiponectin 1.